# Station Aalst
Station Aalst werd op 9 juni 1853 in de Oost-Vlaamse stad Aalst geopend door de maatschappij Dender en Waas op spoorlijn 57 (Aalst - Dendermonde - Lokeren). Op 7 april 1855 werd het een spoorwegstation op spoorlijn 50 (Brussel - Gent). Op 1 juni 1876 werd Aalst via spoorlijn 82 over Burst met Zottegem verbonden. Deze lijn werd later verlengd tot Ronse. Op 12 oktober 1879 volgde de verbinding naar Antwerpen via spoorlijn 61.

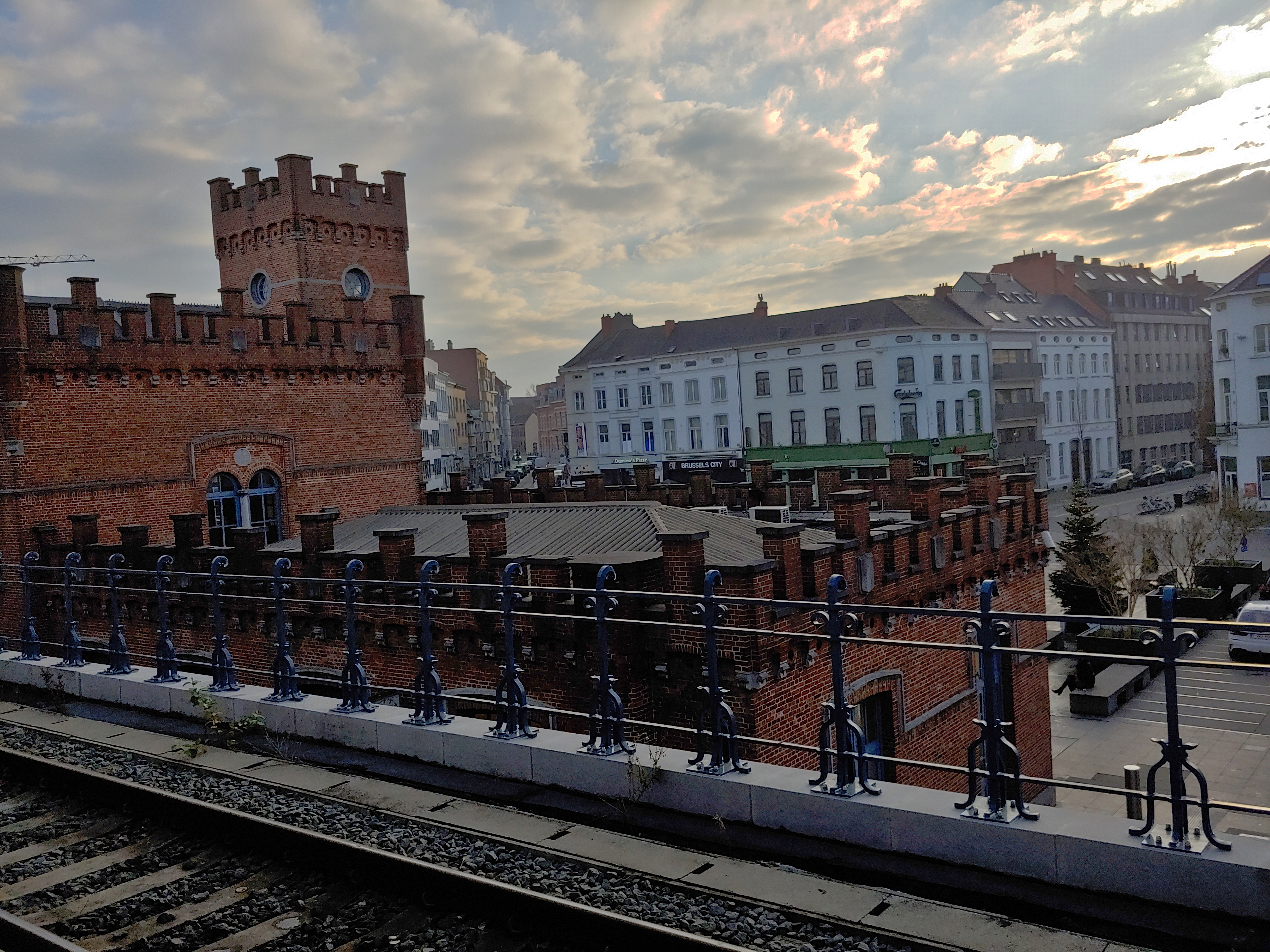
Station Aalst, zicht op het Statieplein.

Op 2 juni 1957 werd het verkeer op spoorlijn 61 naar Opwijk, Londerzeel en Mortsel stopgezet. Op 31 mei 1964 werd de verbinding (spoorlijn 57) met Dendermonde verbroken. Hierdoor is Aalst vandaag de dag niet rechtstreeks per spoor verbonden met de provincie Antwerpen. Men dient nu om te reizen via Brussel of Gent. De spoorwegbedding tussen Dendermonde en Aalst is echter nog volledig in handen van Infrabel. De NMBS onderzoekt de heropening van deze spoorwegschakel.

## Stationsgebouw
Het stationsgebouw werd ontworpen door de Belgische architect Jean-Pierre Cluysenaar in 1852 en werd op 6 juli 1856 officieel ingehuldigd door kroonprins Leopold, de latere Koning Leopold II. De bouwstijl van het stationsgebouw is een mix van een middeleeuwse burcht met een gotisch stadhuis. Het gebouw werd opgetrokken in Boomse papensteen en blauwe hardsteen, wat doet denken aan de Tudorgotiek. De twee zijpaviljoenen en de luifel aan de perronzijde kwamen er in 1890 bij.
In 1975 was het gebouw "versleten" en op 26 augustus 1975 werd een slopingsaanvraag ingediend. Verschillende instanties en verenigingen drongen er, wegens het unieke (historisch) karakter, op aan om het buitengedeelte te bewaren. Een Koninklijk Besluit van 19 juni 1978 zorgde voor de bescherming van het oude stationsgebouw en de omgeving. In september 1990 werd het stationsgebouw dan toch afgebroken, maar zonder aan de buitengevels en de toren te raken. Het is het enige "station de ville" van Jean-Pierre Cluysenaar dat nog bestaat. De stations van Ninove en Geraardsbergen werden volledig afgebroken om plaats te maken voor een gelijkvloerse nieuwbouw.
Een schaalmodel (1:87) van het Aalsterse station in het jaar 2000 is te bezichtigen in de lokalen van de Oost-Vlaamse Modelbouwvereniging in Aalst.
Eind 2001 sloegen de stad Aalst, De Lijn, de NMBS, de Post en nv Amylum de handen in elkaar om de Aalsterse stationsomgeving (Project ASO) grondig te verfraaien. Er kwam hierdoor een nieuwe onderdoorgang met liften, nieuwe perrons, een nieuwe parking, een vernieuwd stationsplein en projectontwikkeling. Sinds de opening van de extra reizigerstunnel in 2019 is het station integraal toegankelijk voor personen met een beperking.
In 2019 werd de tweede reizigerstunnel officieel geopend.
Sinds 1 maart 2024 zijn de loketten open van 7 uur tot 14.15 uur.

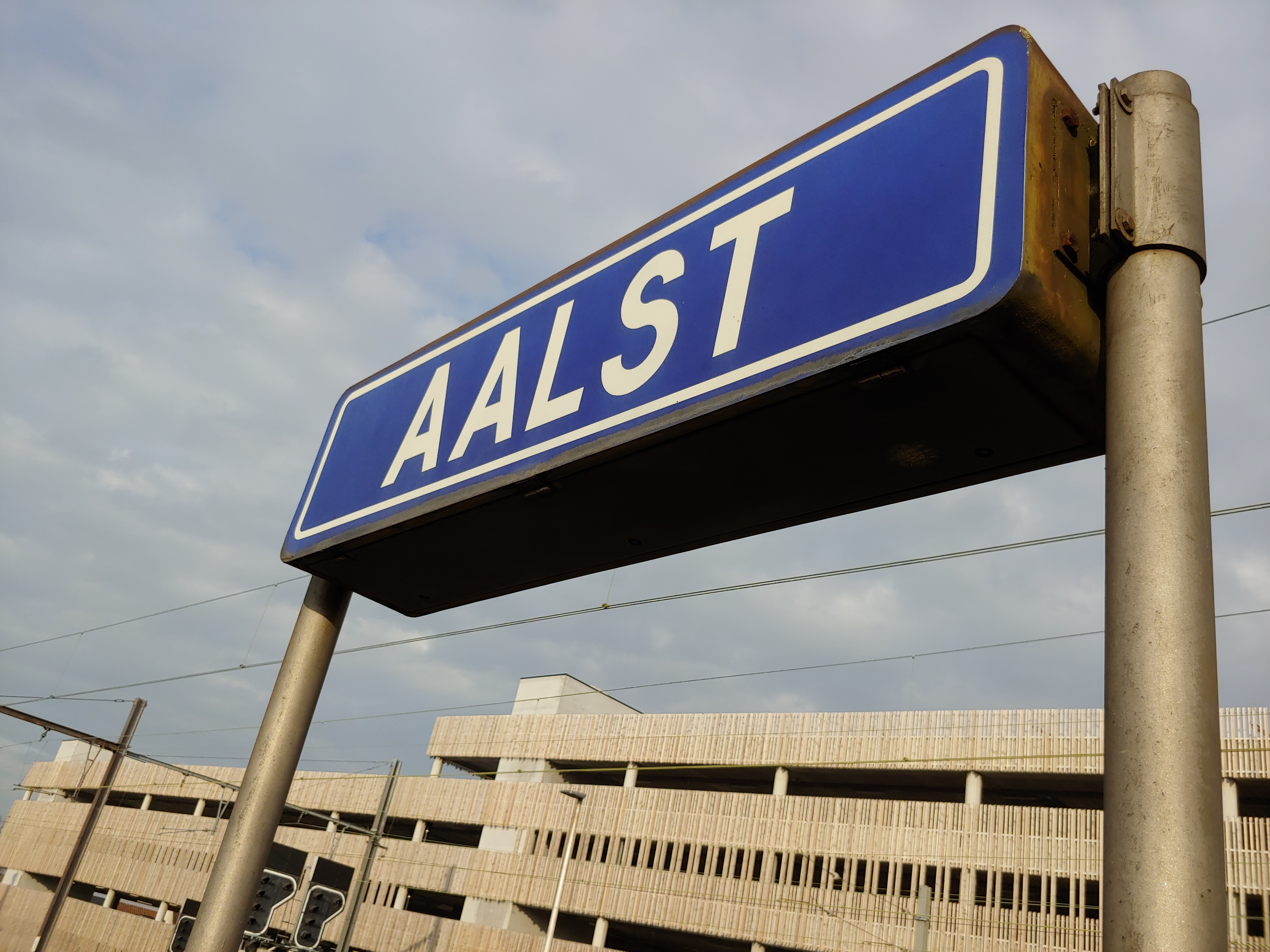
Stationsbord.

## Faciliteiten
In het station is een filiaal van Panos aanwezig evenals een gratis fietsenstalling. Er is een parkeerterrein voor betaald parkeren. En er zijn faciliteiten voor reizigers met een beperkte mobiliteit.
Het oude busstation bevond zich op het voorgelegen Statieplein. Het nieuwe busstation ligt vlak naast het stationsgebouw in de Dokter André Sierensstraat. Er zijn 3 perrons; de bussen vertrekken er met een doorrijsysteem. Er rijden bussen naar verschillende omliggende steden zoals Ninove, Dendermonde, Sint-Niklaas, Gent en Brussel.

## Galerij

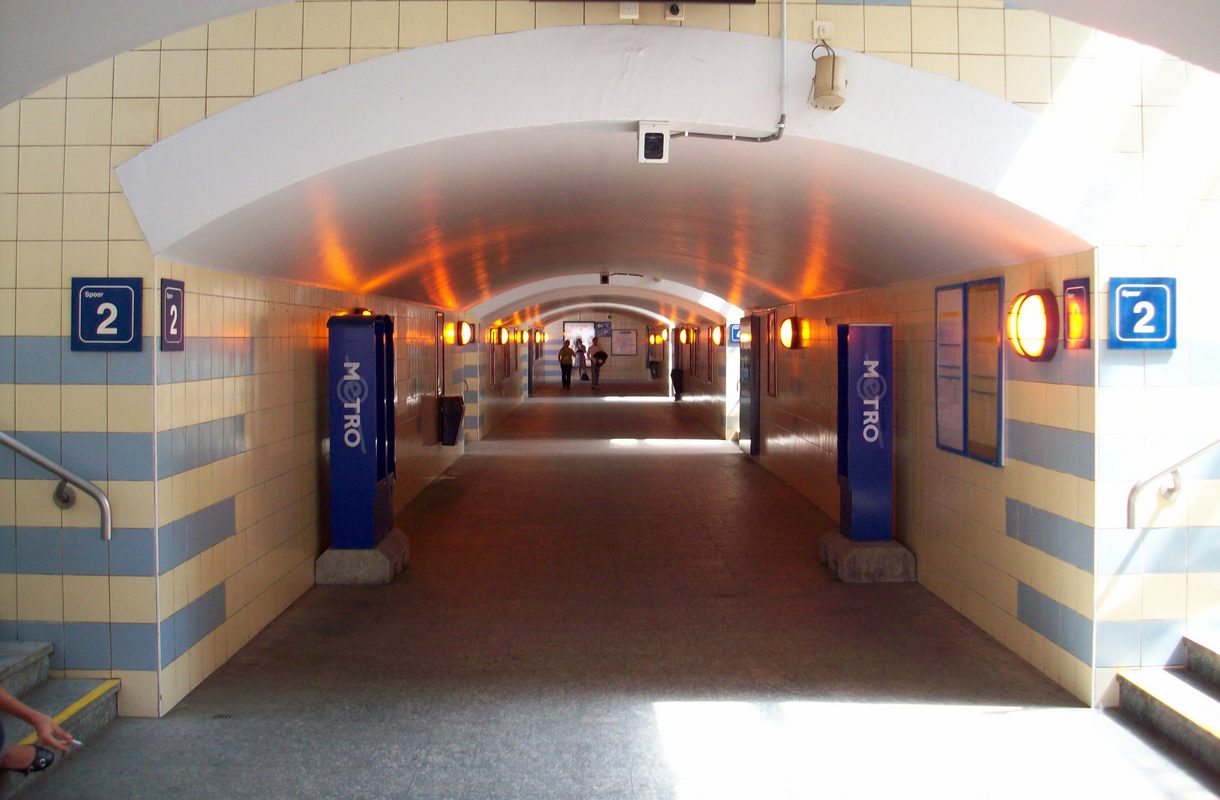
Reizigerstunnel
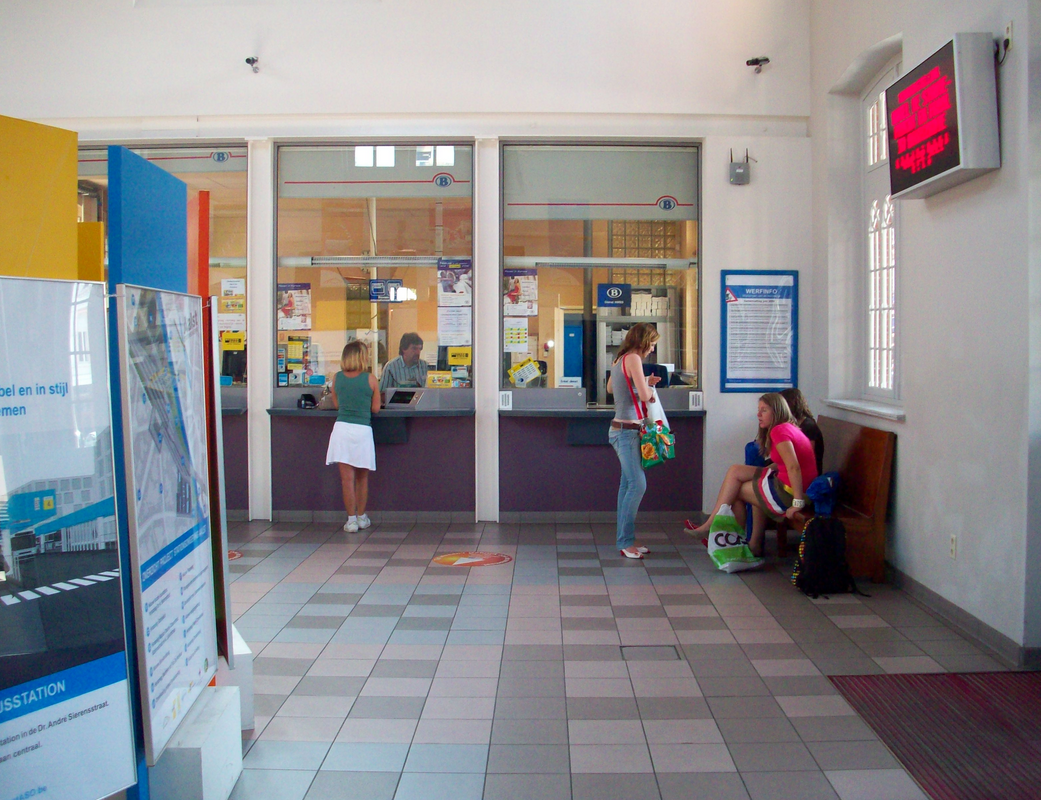
Lokethal
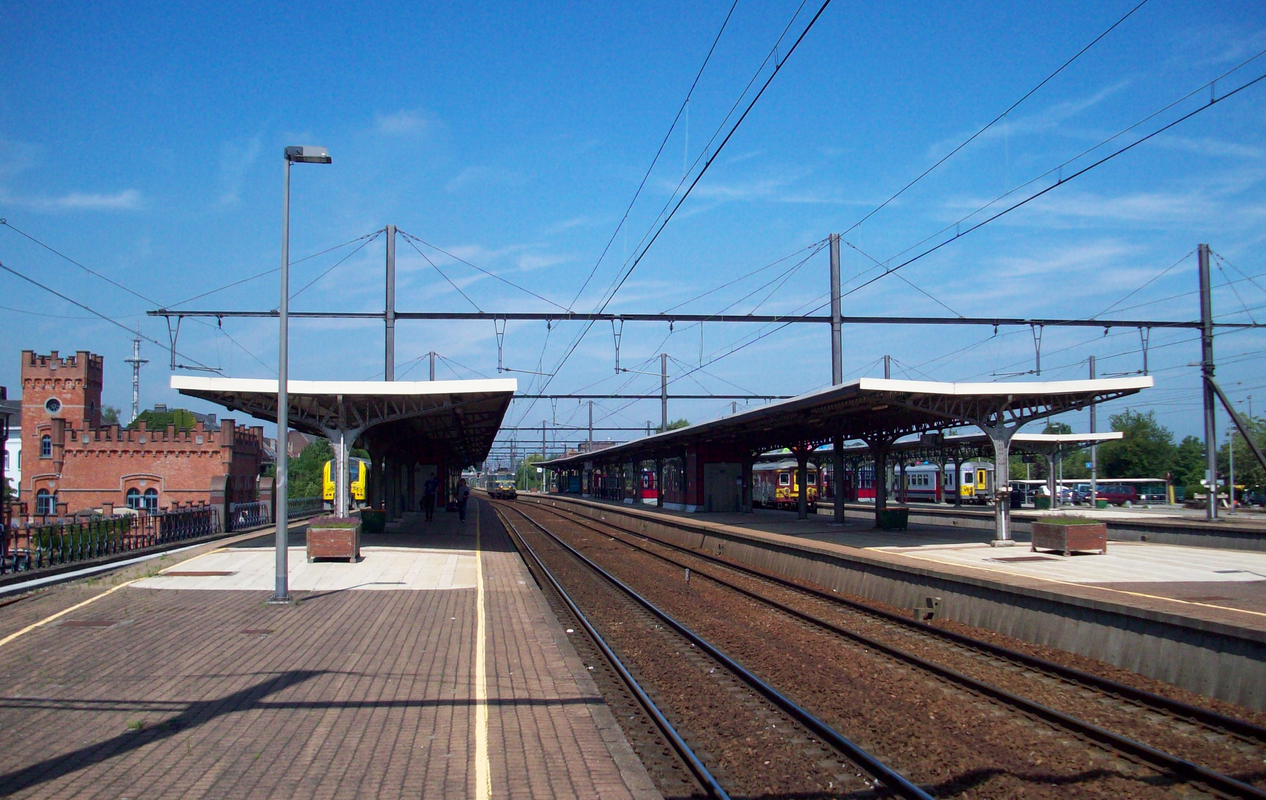
Zicht op de perrons
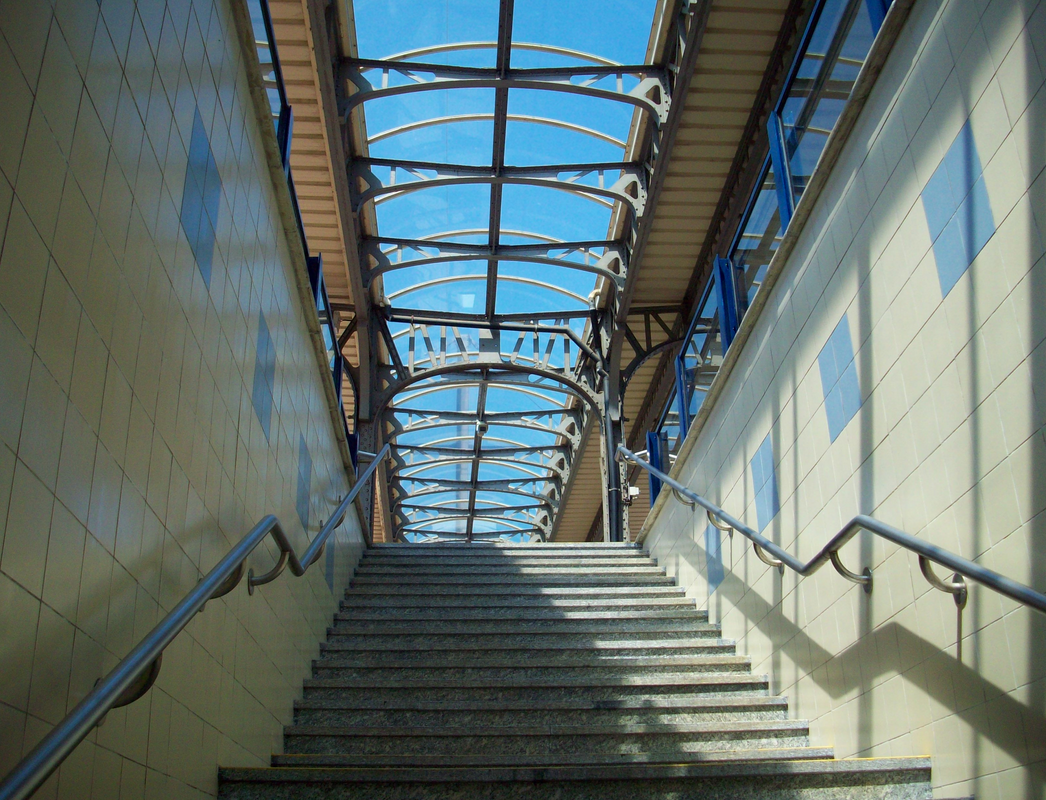
Trap naar het perron toe
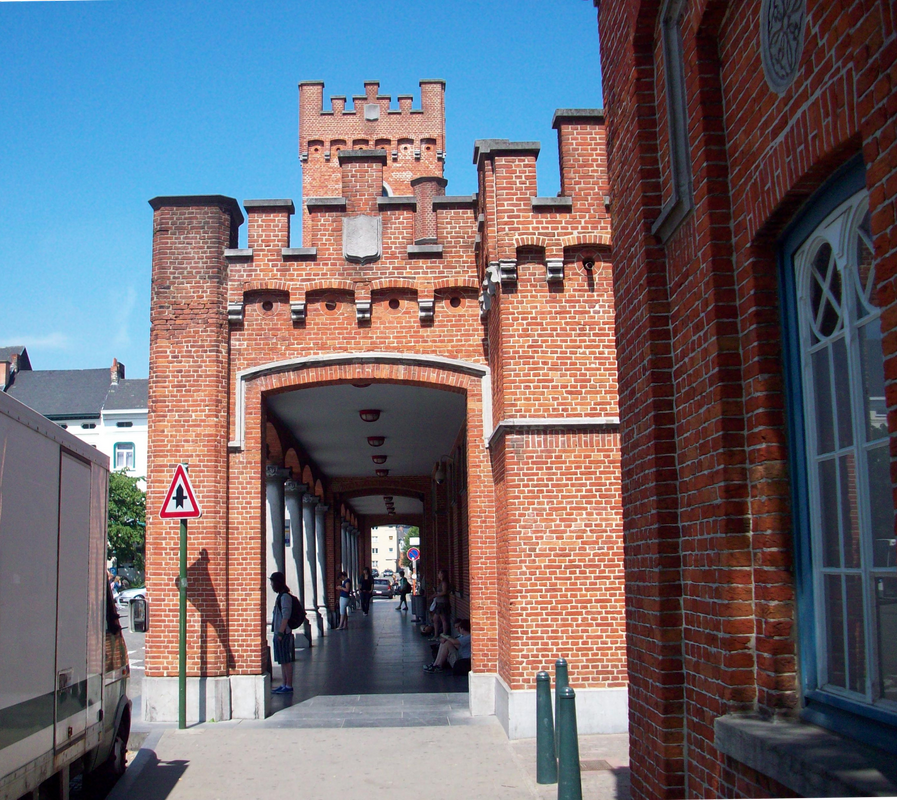
Zijaanzicht stationsgebouw
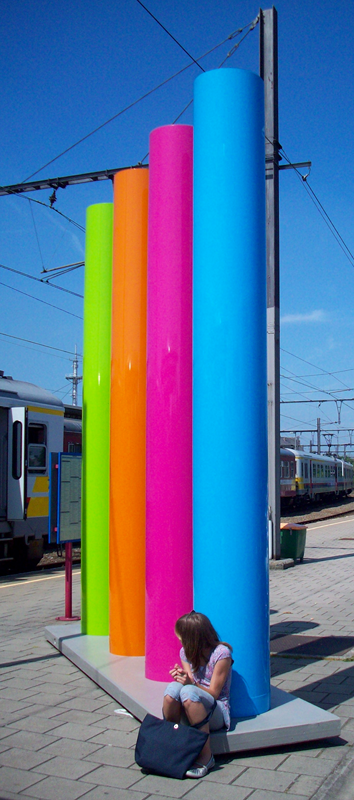
Veelkleurige totempalen in het kader van 'het Station'
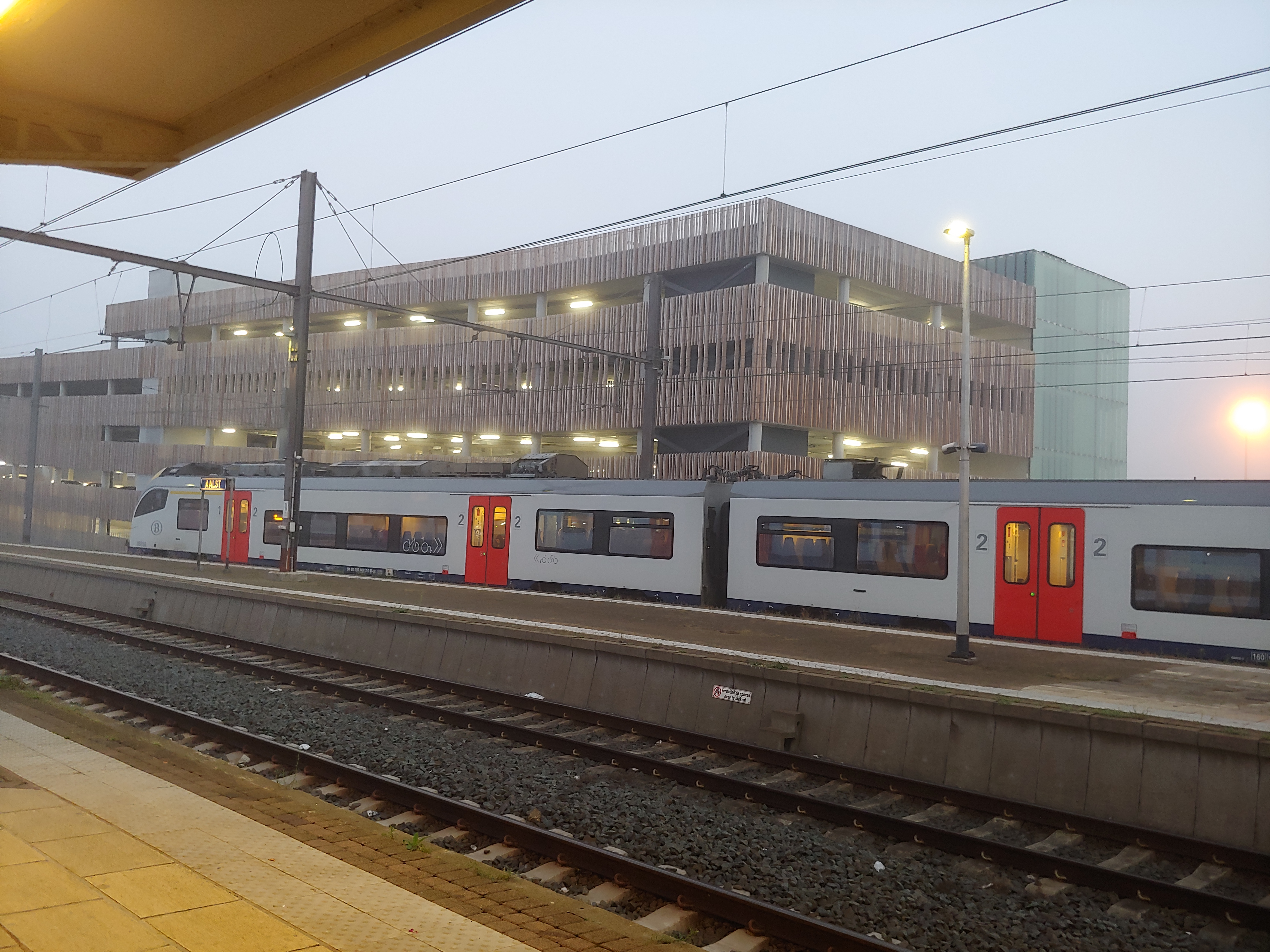
Zicht op de perrons met in de achtergrond de parking.
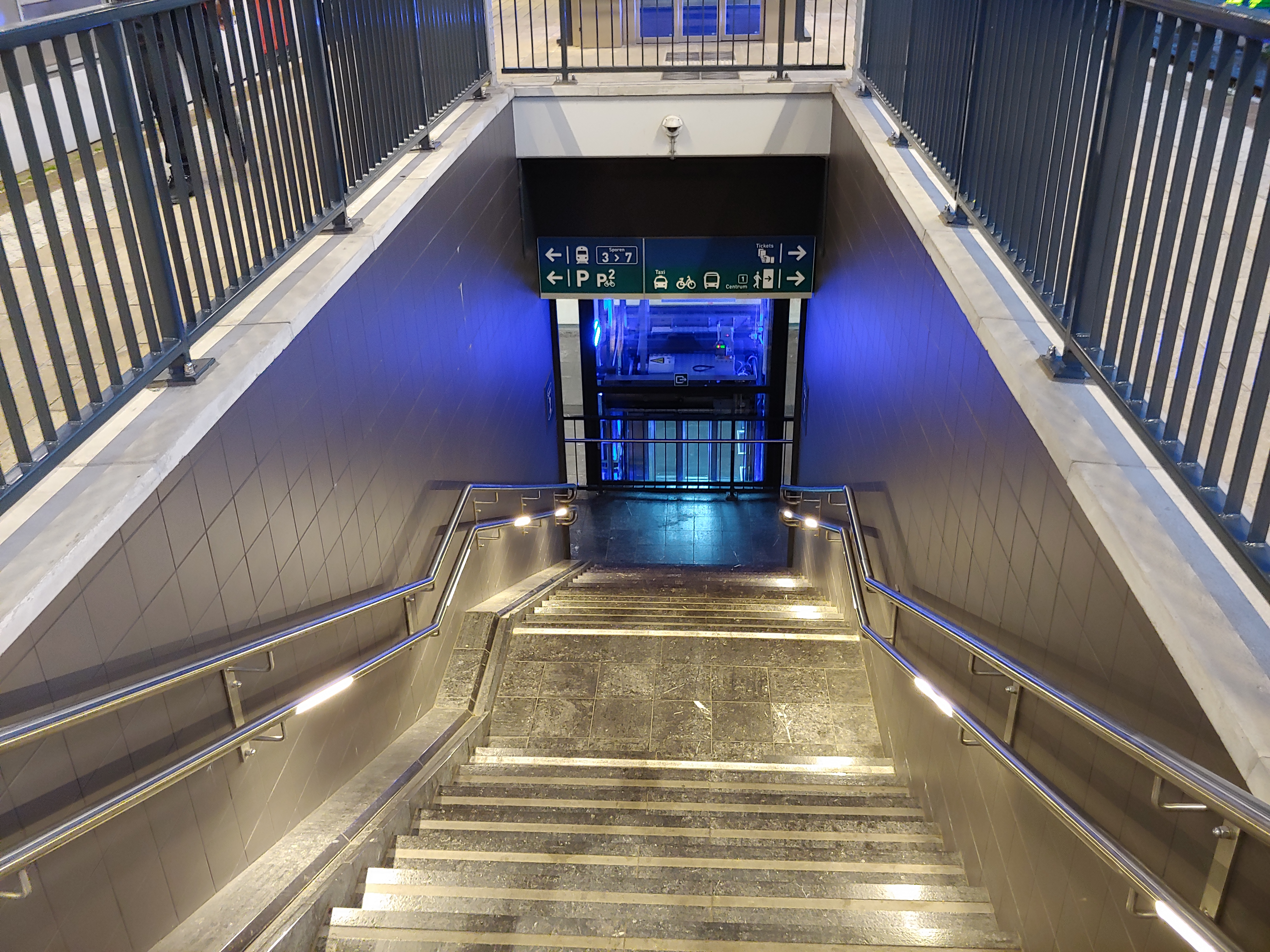
Trap tweede stationstunnel.
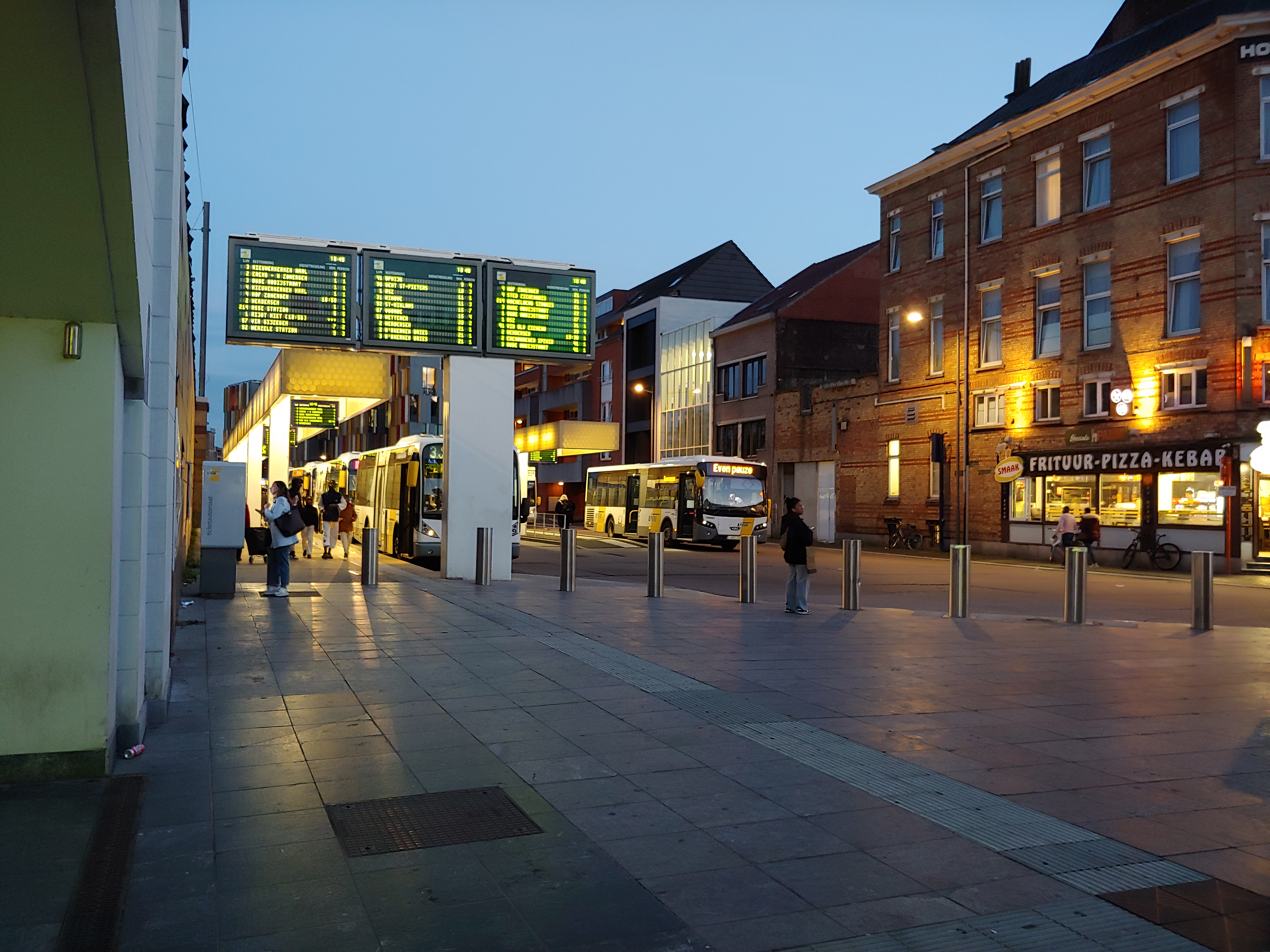
Bus station
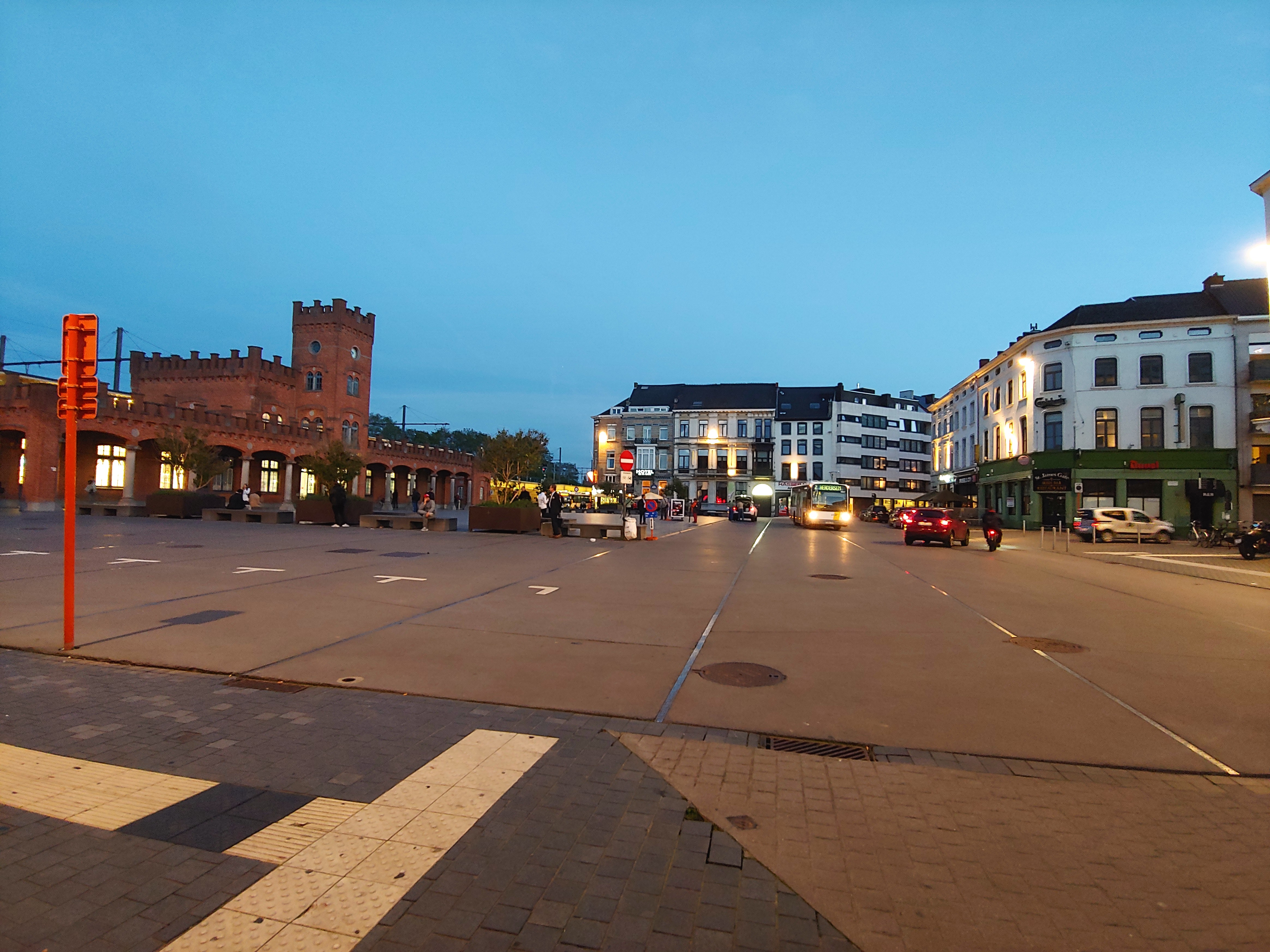
statieplein
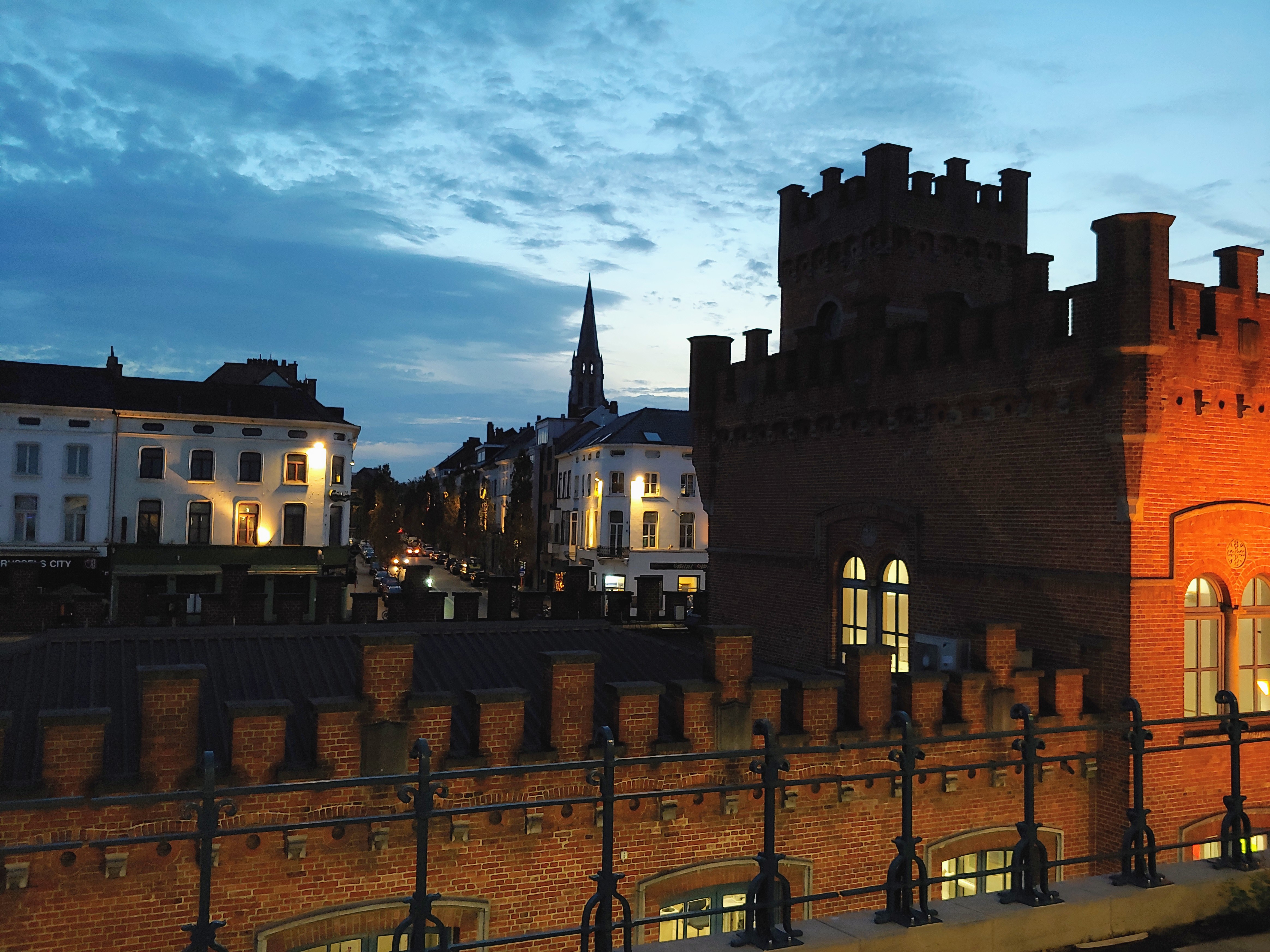
zicht, sint-jozefkerk
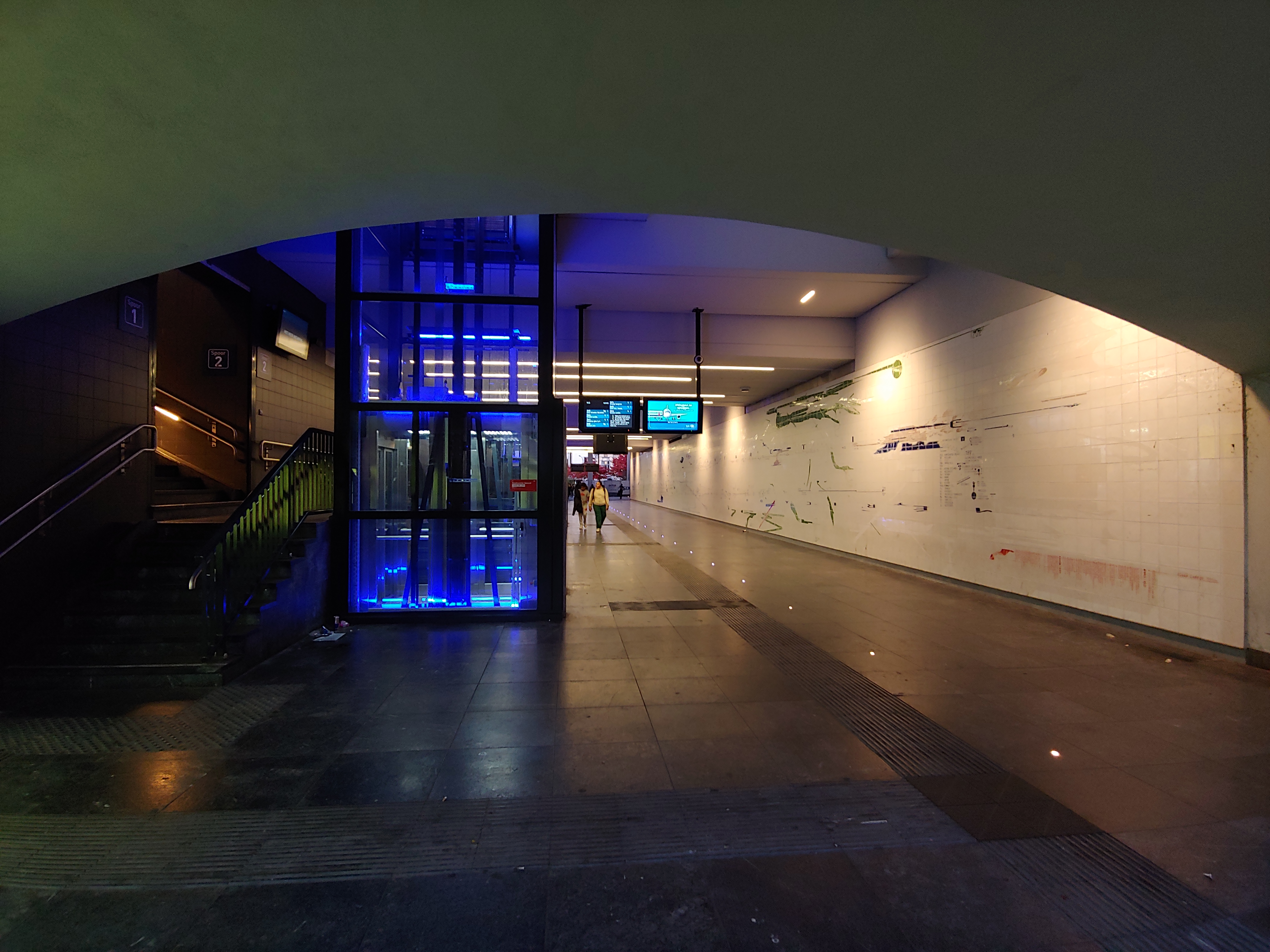
2de stationstunnel
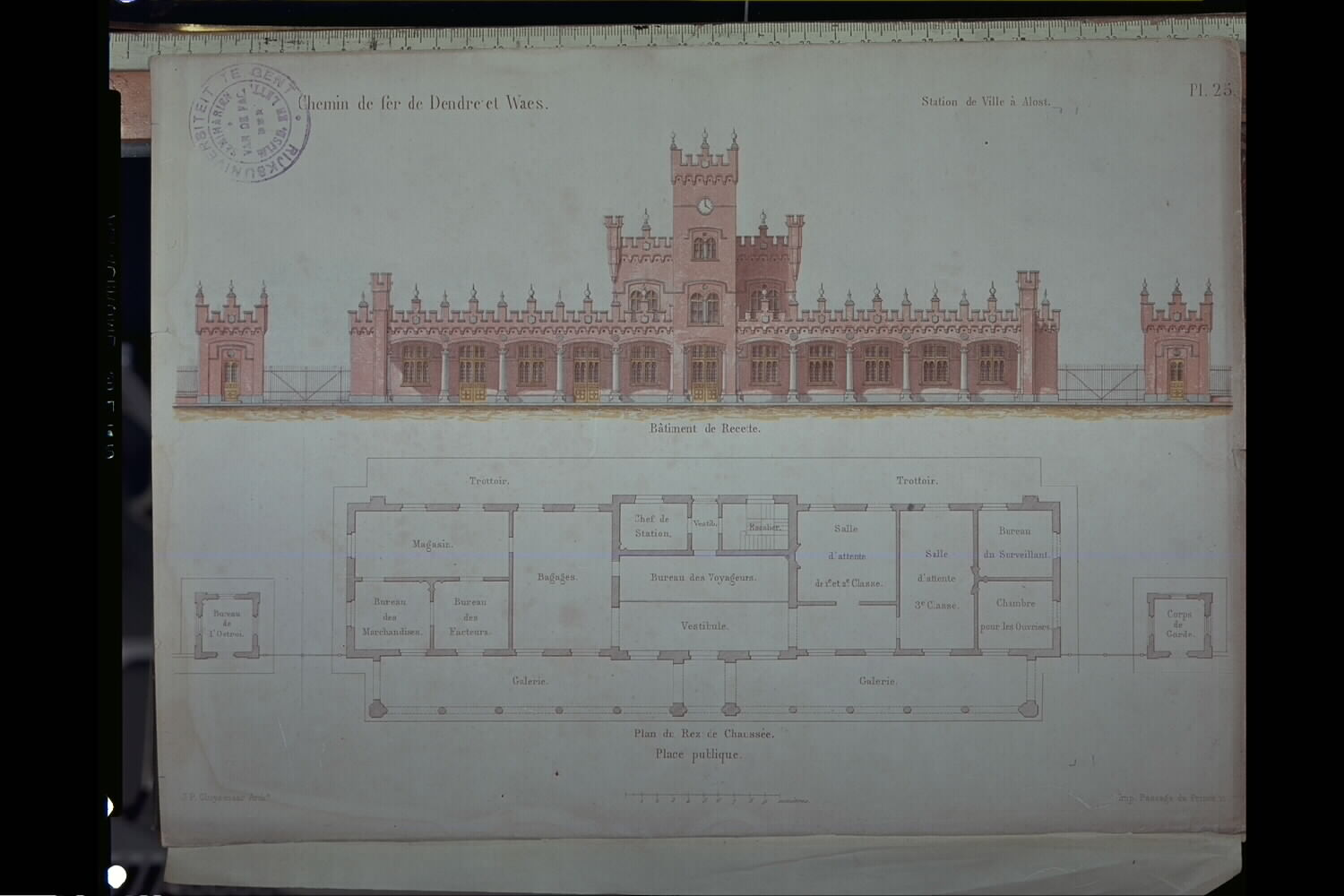
De tekening van het station.
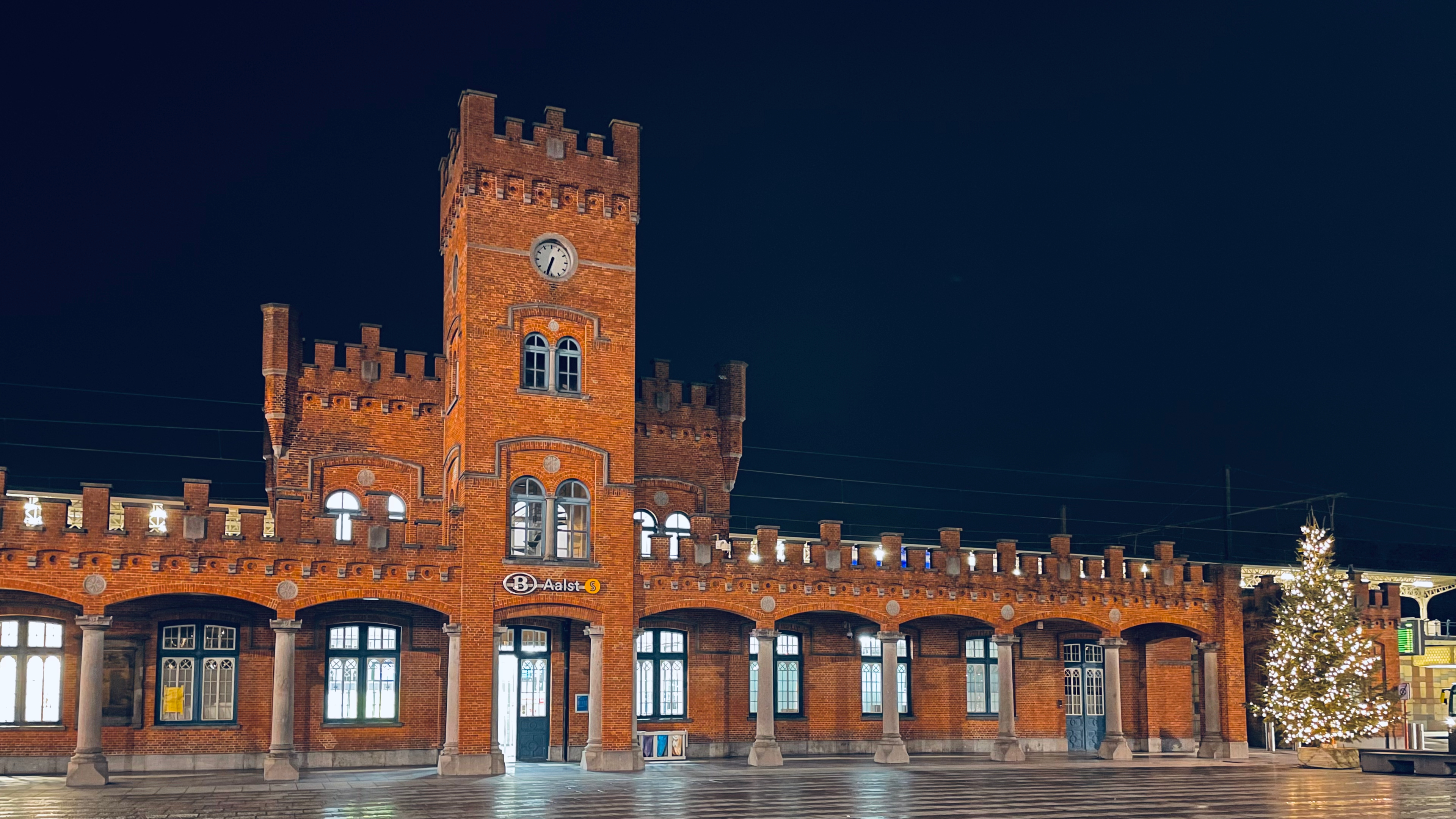
Station Aalst gedurende de kerst-nieuwjaarsperiode.
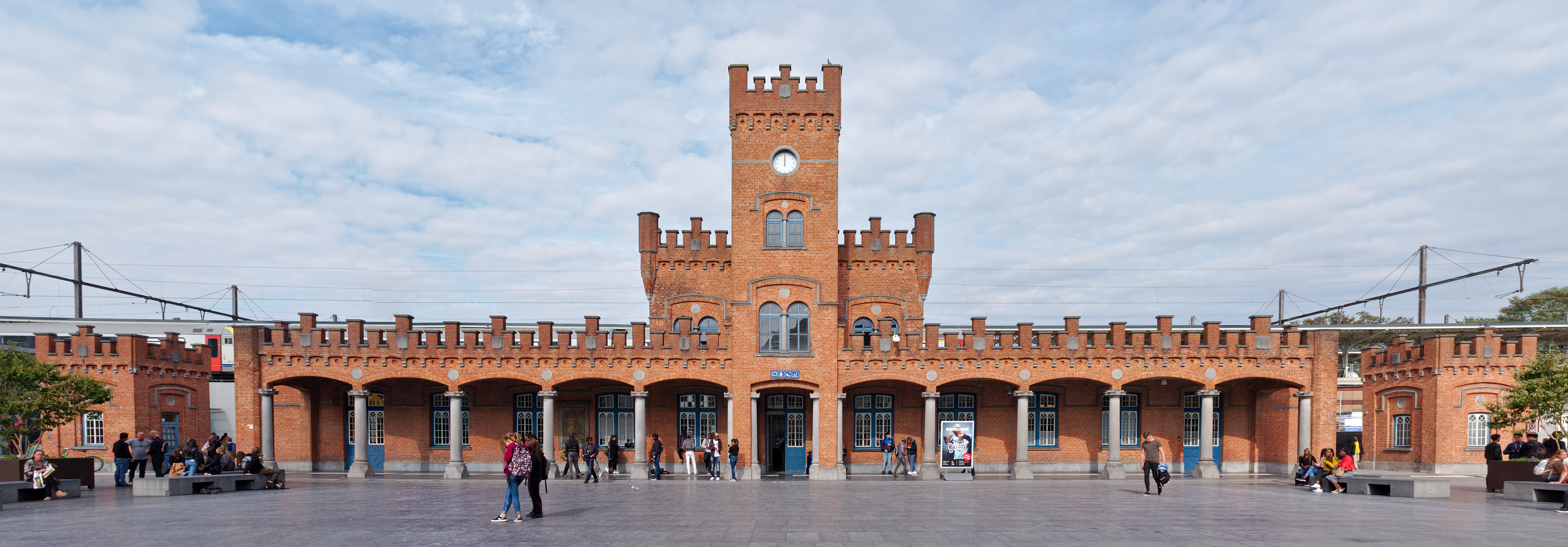
Station in de zomer.

## Treindienst
| Serie       | Treinsoort             | Route                                                                                                 | Bijzonderheden |
| ----------- | ---------------------- | --- | --- |
| IC 20       | Intercity (NMBS)       | Gent-Sint-Pieters – Aalst – Brussel-Zuid – Brussels Airport-Zaventem                                  | |
| IC 29       | Intercity (NMBS)       | [ De Panne – ] Gent-Sint-Pieters – Aalst – Brussel-Zuid – Brussels Airport-Zaventem – Leuven – Landen | Rijdt in het weekend De Panne - Brussel-Noord.                                                                                |
| S 4         | S-trein Brussel (NMBS) | Aalst – Brussel-Schuman – Mechelen                                                                    | Rijdt alleen op werkdagen. |
| S 10        | S-trein Brussel (NMBS) | Dendermonde – Brussel-West – Brussel-Zuid – Aalst                                                     | Tijdens de spits extra ritten Aalst-Brussel-Zuid                                                                              |
| P 7010/8010 | Piekuurtrein (NMBS)    | Gent-Sint-Pieters – Aalst – Brussel-Zuid – Schaarbeek                                                 | Rijdt alleen op werkdagen. |
| P 7970/8970 | Piekuurtrein (NMBS)    | Geraardsbergen – Denderleeuw – Aalst – Gent-Sint-Pieters                                              | Rijdt alleen op werkdagen. |
| P 7980/8980 | Piekuurtrein (NMBS)    | Aalst – Burst                                                                                         | Rijdt alleen op werkdagen. Veertien treinen per dag (zeven in elke richting). Rijdt niet tijdens de maanden juli en augustus. |

## Reizigerstellingen
De grafiek en tabel geven het gemiddeld aantal instappende reizigers weer op een week-, zater- en zondag.
| Tabel: aantal instappende reizigers station Aalst | Tabel: aantal instappende reizigers station Aalst | Tabel: aantal instappende reizigers station Aalst | Tabel: aantal instappende reizigers station Aalst |
|                                                   | Weekdag                                           | Zaterdag                                          | Zondag                                            |
| ------------------------------------------------- | ------------------------------------------------- | ------------------------------------------------- | ------------------------------------------------- |
| 1977                                              | 8 426                                             | 1 595                                             | 1 168                                             |
| 1978                                              | 8 255                                             | 1 284                                             | 946                                               |
| 1979                                              | 7 364                                             | 1 378                                             | 1 164                                             |
| 1980                                              | 7 666                                             | 1 438                                             | 1 093                                             |
| 1981                                              | 8 125                                             | 1 524                                             | 1 266                                             |
| 1982                                              | 7 742                                             | 1 483                                             | 1 076                                             |
| 1983                                              | 7 593                                             | 1 127                                             | 1 072                                             |
| 1984                                              | 8 255                                             | 1 613                                             | 1 533                                             |
| 1985                                              | 8 651                                             | 2 043                                             | 2 038                                             |
| 1986                                              | 7 892                                             | 1 607                                             | 1 439                                             |
| 1987                                              | 8 014                                             | 1 731                                             | 1 875                                             |
| 1988                                              | 8 777                                             | 1 782                                             | 1 662                                             |
| 1989                                              | 8 858                                             | 1 417                                             | 1 524                                             |
| 1990                                              | 8 113                                             | 1 603                                             | 1 436                                             |
| 1991                                              | 7 475                                             | 1 503                                             | 1 550                                             |
| 1992                                              | 7 353                                             | 1 718                                             | 1 596                                             |
| 1993                                              | 8 077                                             | 2 034                                             | 1 662                                             |
| 1994                                              | 7 757                                             | 1 639                                             | 1 265                                             |
| 1995                                              | 7 596                                             | 1 462                                             | 1 123                                             |
| 1996                                              | 7 649                                             | 1 876                                             | 1 266                                             |
| 1997                                              | 7 755                                             | 1 645                                             | 1 248                                             |
| 1998                                              | 9 400                                             | 1 646                                             | 1 202                                             |
| 1999                                              | 7 707                                             | 1 944                                             | 1 413                                             |
| 2000                                              | 8 038                                             | 1 936                                             | 1 318                                             |
| 2001                                              | 7 385                                             | 1 842                                             | 1 342                                             |
| 2002                                              | 6 883                                             | 1 949                                             | 1 555                                             |
| 2003                                              | 7 966                                             | 2 193                                             | 1 820                                             |
| 2004                                              | 8 859                                             | 1 942                                             | 1 602                                             |
| 2005                                              | 7 837                                             | 2 012                                             | 1 508                                             |
| 2006                                              | 8 569                                             | 1 952                                             | 1 618                                             |
| 2007                                              | 7 763                                             | 2 116                                             | 1 598                                             |
| 2008                                              | -                                                 | -                                                 | -                                                 |
| 2009                                              | 7 639                                             | 2 191                                             | 1 594                                             |
| 2010                                              | -                                                 | -                                                 | -                                                 |
| 2011                                              | -                                                 | -                                                 | -                                                 |
| 2012                                              | 7 732                                             | 2 515                                             | 2 382                                             |
| 2013                                              | 7 462                                             | 2 223                                             | 1 864                                             |
| 2014                                              | 7 112                                             | 2 003                                             | 1 791                                             |
| 2015                                              | 7 733                                             | 1 758                                             | 1 589                                             |
| 2016                                              | 7 075                                             | 1 904                                             | 1 763                                             |
| 2017                                              | 7 081                                             | 1 686                                             | 1 594                                             |
| 2018                                              | 6 741                                             | 1 905                                             | 1 648                                             |
| 2019                                              | 6 444                                             | 1 768                                             | 1 592                                             |
| 2020                                              | 4 079                                             | 1 640                                             | 1 264                                             |
| 2021                                              | -                                                 | -                                                 | -                                                 |
| 2022                                              | 5 580                                             | 1 803                                             | 1 599                                             |
| 2023                                              | 5 827                                             | 2 271                                             | 1 942                                             |
| 2024                                              | 5 883                                             | 2 220                                             | 1 872                                             |